# Boliche nos Jogos Pan-Americanos de 2015 - Individual feminino
A competição do boliche individual feminino foi um dos eventos do boliche nos Jogos Pan-Americanos de 2015, em Toronto. Foi disputada no Planet Bowl entre 24 e 25 de julho.

## Calendário
Horário local (UTC-4).
| Data        | Horário | Fase               |
| ----------- | ------- | ------------------ |
| 24 de julho | 10:05   | Qualificação 1–6   |
| 24 de julho | 15:30   | Qualificação 7–12  |
| 25 de julho | 10:05   | Todos contra todos |
| 25 de julho | 14:35   | Semifinal          |
| 25 de julho | 15:00   | Final              |

## Medalhistas
| Ouro   | USA Shannon Pluhowsky              |
| Prata  | DOM Aumi Guerra                    |
| Bronze | USA Liz Johnson COL Rocio Restrepo |

## Resultados

### Qualificação
| Colocação | Atleta               | Nacionalidade            | Qualificação | Colocação | Todos contra todos | Total | Notas |
| --------- | -------------------- | ------------------------ | ------------ | --------- | ------------------ | ----- | ----- |
| 1         | Liz Johnson          | USA Estados Unidos       | 2709         | 1         | 1687               | 4396  | Q     |
| 2         | Shannon Pluhowsky    | USA Estados Unidos       | 2553         | 5         | 1789               | 4342  | Q     |
| 3         | Rocio Restrepo       | COL Colômbia             | 2550         | 6         | 1720               | 4270  | Q     |
| 4         | Aumi Guerra          | DOM República Dominicana | 2589         | 4         | 1659               | 4248  | Q     |
| 5         | Thashaïna Seraus     | ARU Aruba                | 2591         | 3         | 1630               | 4221  |       |
| 6         | Sandra Gongora       | MEX México               | 2510         | 7         | 1693               | 4203  |       |
| 7         | Clara Guerrero       | COL Colômbia             | 2634         | 2         | 1565               | 4199  |       |
| 8         | Kristie Lopez        | PUR Porto Rico           | 2445         | 8         | 1633               | 4078  |       |
| 9         | Vanesa Rinke         | ARG Argentina            | 2438         | 9         |                    |       |       |
| 10        | Isabelle Rioux       | CAN Canadá               | 2424         | 10        |                    |       |       |
| 11        | Marcela Sánchez      | ESA El Salvador          | 2412         | 11        |                    |       |       |
| 12        | Karen Marcano        | VEN Venezuela            | 2390         | 12        |                    |       |       |
| 13        | Mariana Ayala        | PUR Porto Rico           | 2382         | 13        |                    |       |       |
| 14        | Robin Orlikowski     | CAN Canadá               | 2359         | 14        |                    |       |       |
| 15        | Ana Henriquez        | DOM República Dominicana | 2347         | 15        |                    |       |       |
| 16        | Laura Barrios        | GUA Guatemala            | 2333         | 16        |                    |       |       |
| 17        | Roberta Rodrigues    | BRA Brasil               | 2328         | 17        |                    |       |       |
| 18        | Sofia Rodriguez      | GUA Guatemala            | 2325         | 18        |                    |       |       |
| 19        | Stephanie Martins    | BRA Brasil               | 2318         | 19        |                    |       |       |
| 20        | Patricia de Faria    | VEN Venezuela            | 2310         | 20        |                    |       |       |
| 21        | Eugenia Quintanilla  | ESA El Salvador          | 2286         | 21        |                    |       |       |
| 22        | Maria Ramirez        | CRC Costa Rica           | 2275         | 22        |                    |       |       |
| 23        | Maria Lanzavecchia   | ARG Argentina            | 2273         | 23        |                    |       |       |
| 24        | Iliana Lomeli        | MEX México               | 2231         | 24        |                    |       |       |
| 25        | Kamilah Dammers      | ARU Aruba                | 2121         | 25        |                    |       |       |
| 26        | Cony Bahamonde       | CHI Chile                | 2104         | 26        |                    |       |       |
| 27        | Ghiselle Araujo      | CRC Costa Rica           | 2079         | 27        |                    |       |       |
| 28        | Veronica Valdebenito | CHI Chile                | 1931         | 28        |                    |       |       |

### Semifinal
| Posição | Colocação | Atleta            | Nacionalidade            | Total | Notas |
| ------- | --------- | ----------------- | ------------------------ | ----- | ----- |
| 1       | 1         | Aumi Guerra       | DOM República Dominicana | 258   | Q     |
| 1       | 2         | Liz Johnson       | USA Estados Unidos       | 181   |       |
| 2       | 1         | Shannon Pluhowsky | USA Estados Unidos       | 214   | Q     |
| 2       | 2         | Rocio Restrepo    | COL Colômbia             | 212   |       |

### Final
| Colocação        | Atleta            | Nacionalidade             | Total | Notas |
| ---------------- | ----------------- | ------------------------- | ----- | ----- |
| Medalha de ouro  | Shannon Pluhowsky | Predefinição:FlagODEPAUSA | 223   |       |
| Medalha de prata | Aumi Guerra       | DOM República Dominicana  | 212   |       |